# 작업 관리자 (윈도우)
작업 관리자(Task Manager, 과거 명칭: 윈도우 작업 관리자/Windows Task Manager)는 마이크로소프트 윈도우에 내장되어 있는 작업 관리자 응용 프로그램으로, 컴퓨터 성능에 관한 자세한 정보, 실행 중인 프로그램, 프로세스와 CPU 사용률, 할당된 메모리 양과 메모리 정보, 네트워킹 상태, 로그온한 사용자, 그리고 시스템 정보를 제공한다. 작업 관리자는 프로세스 우선 순위, 프로세스 선호도를 지정하거나 강제 종료, 윈도우 종료, 재시작, 절전 모드, 또는 로그오프하는 데에도 사용한다.
윈도우 95, 윈도우 98, 윈도우 미에도 ‘작업 관리자’가 있으나 윈도우 NT 계열과는 달리 실행 중인 프로그램 목록과 프로그램 실행, 종료 기능만 제공한다. 위에 있는 내용은 모두 윈도우 NT 계열에 포함되어 있는 작업 관리자를 말하는 것이다.

## 작업 관리자 실행
작업 관리자는 다음의 4가지 방법 가운데 하나로 실행할 수 있다:
1. 작업 표시줄의 상황에 맞는 메뉴를 사용하여 "작업 관리자"를 선택한다.
2. 단축키 조합(Ctrl + ⇧ Shift + Esc)을 사용한다.
3. 윈도우 NT, 윈도우 2000, 윈도우 비스타에서는, Ctrl+Alt+Del 키를 사용하여 윈도우 보안 대화상자를 열 수 있다. 이때 "작업 관리자"를 누르면 된다. 윈도우 XP의 경우, "새로운 시작" 화면을 꺼놓지 않았다면 Ctrl+Alt+Del이나 Ctrl+Shift+Esc를 바로 누르면 작업 관리자가 실행된다.
4. "Taskmgr.exe"를 명령 줄, GUI, 바로 가기에서 실행한다.

## 보안 문제
작업 관리자는 컴퓨터 바이러스와 다른 종류의 악성 코드의 일반적인 공격 대상이다. 보통 악성 코드는 작업 관리자가 뜨자마자 닫게 만들어 버림으로써 작업 관리자 자체를 사용자가 보지 못하게 한다. 이를테면 스파이봇과 Zotob의 변형이 이 기술을 사용한다. 그룹 정책(gpedit.msc)을 사용하여, 작업 관리자를 사용하지 못하게 만들 수도 있다. 많은 종류의 악성 코드는 이 정책을 레지스트리를 통해 사용하게 한다. 또한, 어떠한 종류의 악성 코드는 작업 관리자의 목록에서 자기 스스로를 드러내지 않도록 할 수 있고, 이때 사용자가 해당 프로세스를 종료하지 못하게 만든다.

## 윈도우 비스타에서의 변화
윈도우 작업 관리자는 윈도우 비스타가 나오면서 다음과 같은 새로운 기능을 포함하고 있다:
- "서비스" 탭
- 프로세스의 "설명" 줄
- 아무 프로세스나 마우스 오른쪽 단추를 누르면, 프로세스를 포함하는 프로세스 실행 파일이나 디렉터리의 속성을 바로 열 수 있다.
- 작업 관리자는 원격 대상이나 바이러스로부터의 침입에 더 강해졌다.
- 실행 중인 프로세스에서 마우스 오른쪽 단추를 누르면, 덤프 파일을 만들 수 있다.

## 작업
윈도우 9x에서는 "작업"이라는 이름의 기본 작업 관리자가 있다. 이 프로그램의 파일 이름은 TASKMAN.EXE이며, 윈도우 디렉터리에 위치해 있다.

## 프로그램 종료 대화상자
윈도우 9x에서 Ctrl+Alt+Del를 눌렀을 때 닫기 프로그램 대화 상자가 나타난다.

## 같이 보기
- 리소스 모니터
- 프로세스 익스플로러
- Tasklist
- 윈도우 작업 스케줄러